# Jaya Prada
Jaya Prada, nata Lalitha Rani (in telugu జయప్రద, Jayaprada; Rajahmundry, 3 aprile 1962), è un'attrice e politica indiana.

## Filmografia parziale
- Anthuleni Katha, regia di K. Balachander (1976)
- Seeta Kalyanam, regia di Bapu (1976)
- Adavi Ramudu, regia di K. Raghavendra Rao (1977)
- Yamagola, regia di Tatineni Rama Rao (1977)
- Sanaadi Appanna, regia di Vijay (1977)
- Siri Siri Muvva, regia di K. Viswanath (1978)
- Sargam, regia di K. Viswanath (1979)
- Ooruki Monagadu, regia di K. Raghavendra Rao (1981)
- Kaamchor, regia di K. Vishwanath (1982)
- Kaviratna Kalidasa, regia di Renuka Sharma (1983)
- Sagara Sangamam, regia di K. Viswanath (1983)
- Tohfa, regia di K. Raghavendra Rao (1984)
- Sharaabi, regia di Prakash Mehra (1984)
- Maqsad, regia di K. Bapaiah (1984)
- Sanjog, regia di K. Vishwanath (1985)
- Aakhree Raasta, regia di K. Bhagyaraj (1986)
- Simhasanam, regia di Krishna (1986)
- Sindoor, regia di K. Ravi Shankar (1987)
- Samsaram, regia di Relangi Narasimha Rao (1988)
- Elaan-E-Jung, regia di Anil Sharma (1989)
- Aaj Ka Arjun, regia di K.C. Bokadia (1990)
- Thanedaar, regia di Raj N. Sippy (1990)
- Devadoothan, regia di Sibi Malayil (2000)
- La divisa (Khakee), regia di Rajkumar Santoshi (2004)
- Pranayam, regia di Blessy (2011)
- Sangolli Rayanna, regia di Naganna (2012)